# Championnat de Libye de football 2023-2024
Navigation
Saison précédente Saison suivante
La saison 2023-2024 du Championnat de Libye de football est la cinquante-et-unième édition du championnat de première division libyenne. Vingt-deux clubs prennent part au championnat organisé par la fédération. Les équipes sont réparties en deux poules de onze où elles rencontrent leurs adversaires deux fois au cours de la saison. À l'issue du premier tour, les trois premiers de chaque groupe s'affrontent pour déterminer les qualifiés pour la Ligue des champions et pour la Coupe de la confédération et le champion de Libye.

## Déroulement de la saison
Avec l'arrivée de quatre promus le championnat passe à 22 participants. À la suite d'un forfait la saison passée lors de la dernière journée de la phase finale, Al Ahly Benghazi SC et Al-Ittihad Tripoli ont une pénalité de 3 points.
En raison des tensions dans le pays, la phase finale est prévue de se dérouler en Italie.
À cause des inondations à Derna en septembre 2023, le club local Darnes SC se retire de la compétition.

## Compétition
L'ensemble des classements utilise le barème suivant :
- Victoire : 3 points
- Match nul : 1 point
- Défaite : 0 point

### Première phase
| Rang | Équipe              | Pts  | J  | G  | N | P  | Bp | Bc | Diff |
| ---- | ------------------- | ---- | -- | -- | - | -- | -- | -- | ---- |
| 1    | Al Nasr Benghazi    | 37   | 18 | 11 | 4 | 3  | 29 | 13 | +16  |
| 2    | Al Ahly Benghazi SC | 34-3 | 18 | 11 | 4 | 3  | 32 | 15 | +17  |
| 3    | Al Hilal Benghazi   | 32   | 18 | 10 | 2 | 6  | 27 | 20 | +7   |
| 4    | Alakhdhar SC        | 29   | 18 | 8  | 5 | 5  | 34 | 21 | +13  |
| 5    | Al-Ta'awon          | 26   | 18 | 7  | 5 | 6  | 17 | 22 | -5   |
| 6    | Al-Anwar P          | 19   | 18 | 6  | 1 | 11 | 17 | 29 | -12  |
| 7    | Al-Sadaqa           | 18   | 18 | 4  | 6 | 8  | 19 | 24 | -5   |
| 8    | Al Tahaddy Benghazi | 18   | 18 | 4  | 6 | 8  | 12 | 24 | -12  |
| 9    | Al-Murooj P         | 17   | 18 | 4  | 5 | 9  | 18 | 25 | -7   |
| 10   | Al-Soukour          | 16   | 18 | 4  | 4 | 10 | 16 | 28 | -12  |
| 11   | Darnes Darnah       | 0    | 0  | 0  | 0 | 0  | 0  | 0  | 0    |

| Rang | Équipe               | Pts  | J  | G  | N  | P | Bp | Bc | Diff |
| ---- | -------------------- | ---- | -- | -- | -- | - | -- | -- | ---- |
| 1    | Al Ahly Tripoli T    | 48   | 20 | 15 | 3  | 2 | 29 | 7  | +22  |
| 2    | Asswehly Sports Club | 32   | 20 | 9  | 5  | 6 | 23 | 14 | +9   |
| 3    | Al Madina            | 31   | 20 | 9  | 4  | 7 | 21 | 20 | +1   |
| 4    | Al-Ittihad Tripoli   | 28-3 | 20 | 7  | 10 | 3 | 21 | 14 | +7   |
| 5    | Al-Ittihad Misrata   | 26   | 20 | 6  | 8  | 6 | 23 | 20 | +3   |
| 6    | Al Olympic Zaouia    | 23   | 20 | 5  | 8  | 7 | 18 | 21 | -3   |
| 7    | Abu Salem            | 22   | 20 | 4  | 10 | 6 | 17 | 22 | -5   |
| 8    | Al-Khums             | 20   | 20 | 4  | 8  | 8 | 13 | 21 | -8   |
| 9    | Al-Malaab Al-Libby P | 19   | 20 | 4  | 7  | 9 | 16 | 21 | -5   |
| 10   | Al-Bashayer P        | 19   | 20 | 4  | 7  | 9 | 15 | 26 | -11  |
| 11   | Asarya SC            | 18   | 20 | 2  | 12 | 6 | 18 | 28 | -10  |

- Il n'y a pas de relégation cette saison pour porter le nombre de participants à la prochaine saison à 36 équipes[2].

### Phase finale
Les trois premiers de poule se rencontrent dans un play-off pour déterminer le champion, les matchs se déroulent en Italie.
| Rang | Équipe               | Pts | J | G | N | P | Bp | Bc | Diff |
| ---- | -------------------- | --- | - | - | - | - | -- | -- | ---- |
| 1    | Al Nasr Benghazi     | 15  | 5 | 5 | 0 | 0 | 8  | 2  | +6   |
| 2    | Al Ahly Benghazi SC  | 8   | 5 | 2 | 2 | 1 | 9  | 5  | +4   |
| 3    | Al Ahly Tripoli      | 7   | 5 | 2 | 1 | 2 | 6  | 6  | 0    |
| 4    | Al Hilal Benghazi    | 6   | 5 | 1 | 3 | 1 | 4  | 4  | 0    |
| 5    | Asswehly Sports Club | 4   | 5 | 1 | 1 | 3 | 8  | 10 | -2   |
| 6    | Al Madina            | 1   | 5 | 0 | 1 | 4 | 4  | 12 | -8   |

## Bilan de la saison
| Championnat de Libye de football 2023-2024 |                             |
| Champion                                   | Al Nasr Benghazi (3e titre) |
| Qualifications continentales               |                             |
| Ligue des champions de la CAF 2024-2025    | Al Nasr Benghazi            |
| Ligue des champions de la CAF 2024-2025    | Al Ahly Benghazi SC         |
| Coupe de la confédération 2024-2025        | Al Hilal Benghazi           |
| Coupe de la confédération 2024-2025        | Al Ahly Tripoli             |
| Promotions et relégations                  |                             |
| Promus en Premier League                   |                             |
| Relégués en First Division                 | aucun                       |